# Oudmacedonisch
Het Oudmacedonisch was de taal van de Macedoniërs uit de oudheid. Het was waarschijnlijk een Indo-Europese taal, die alleen nog uit eigennamen en een paar afzonderlijke woorden bekend is. De taal was waarschijnlijk nauw verwant aan het Grieks, maar doordat er zo weinig over bekend is, is een typologische indeling nog moeilijk. Alexander de Grote en zijn directe voorouders spraken deze taal.
Het Attisch kreeg in de 4e eeuw v.Chr. in het oude Macedonië een steeds belangrijker rol dan het Macedonisch.
De hypothese dat het Macedonisch niet meer dan een afwijkend Oudgrieks dialect was, verwant aan de Dorische dialecten, mag overigens niet zonder meer terzijde worden geschoven. Vrijwel alle typisch-Macedonische namen, die pas na de veroveringen van Alexander de Grote in de rest van de Griekse wereld gangbaar werden, zijn gemakkelijk uit het Grieks te herleiden. Voorbeelden: Philippos ‘paardenvriend’, Kleopatra ‘meisje met de beroemde vader’, Ptolemaios ‘krijger’.
Het Oudmacedonisch moet niet met het moderne Slavisch-Macedonisch worden verward, dat tegenwoordig in het nieuwe Noord-Macedonië en de omringende landen wordt gesproken. Dat is een Zuidslavische taal.